# Distrito electoral F (Nebraska)
El distrito electoral F (en inglés: Precinct F) es un distrito electoral ubicado en el condado de Seward en el estado estadounidense de Nebraska. En el Censo de 2010 tenía una población de 284 habitantes y una densidad poblacional de 3,04 personas por km².

## Geografía
El distrito electoral F se encuentra ubicado en las coordenadas 40°55′12″N 97°12′3″O / 40.92000, -97.20083. Según la Oficina del Censo de los Estados Unidos, el distrito electoral F tiene una superficie total de 93.27 km², de la cual 92.93 km² corresponden a tierra firme y (0.37%) 0.34 km² es agua.

## Demografía
Según el censo de 2010, había 284 personas residiendo en el distrito electoral F. La densidad de población era de 3,04 hab./km². De los 284 habitantes, el distrito electoral F estaba compuesto por el 100% blancos. Del total de la población el 0.35% eran hispanos o latinos de cualquier raza.